# Батометр

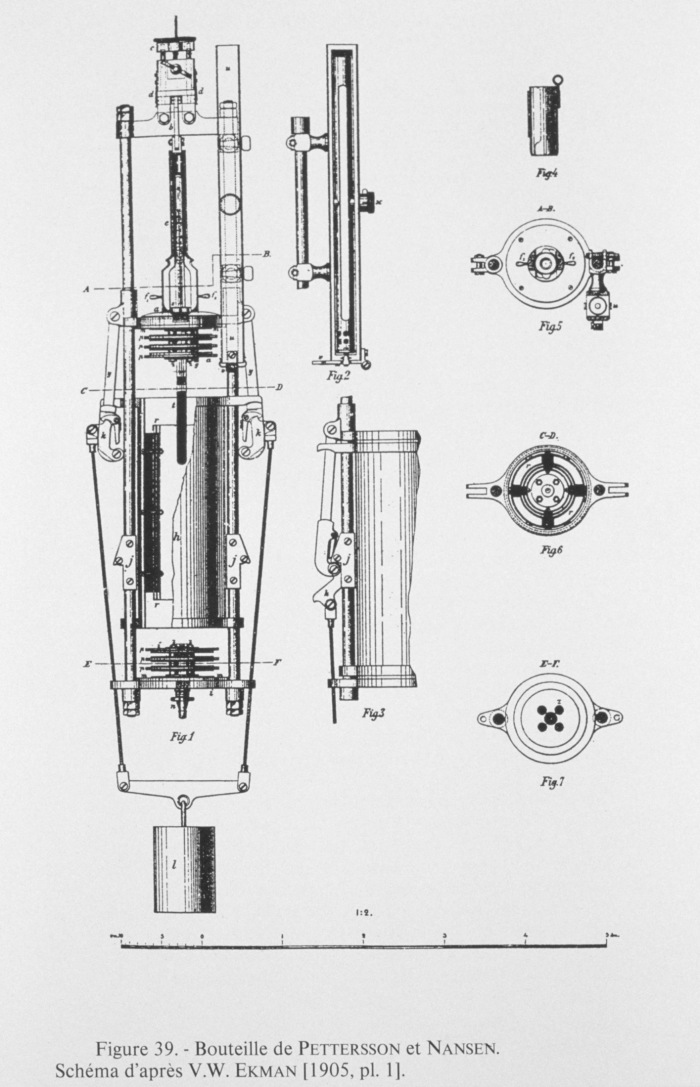
Батометр Петтерссона - Нансена

Бато́метр (греч. bathos — глубина и metron — мера) — гидрологический прибор для взятия проб воды с различных глубин водоёма, основной прибор для получения проб воды в океанографических, лимнологических и гидробиологических экспедициях.
За рубежом часто батометрами называют приборы для измерения глубины водоёмов, предпочитая приборы для отбора проб воды называть бутылями Нансена или Нискина (а также именами других авторов в зависимости от конструкции).
Батометр — специально приспособленный сосуд, обычно цилиндрической формы, с клапанами, крышками или кранами для закрывания под водой. Основное назначение любого батометра — взятие пробы на заданной глубине и дальнейшее предохранение её от смешивания с окружающей водой при подъёме прибора на поверхность. Взятие проб воды с одновременной автоматической записью температуры проводится с помощью батометра-батитермографа.
Взятие проб воды для проведения в лабораторных условиях физико-химических исследований и изучения состава планктона производится двумя основными способами: шланговым (обычно с использованием насосов), используемым сравнительно редко, и батометрическим. Вакуумный захват используется при отлове беспозвоночных при помощи всасывания с использованием давления воды (батометр Руттнера).

## Типы батометров

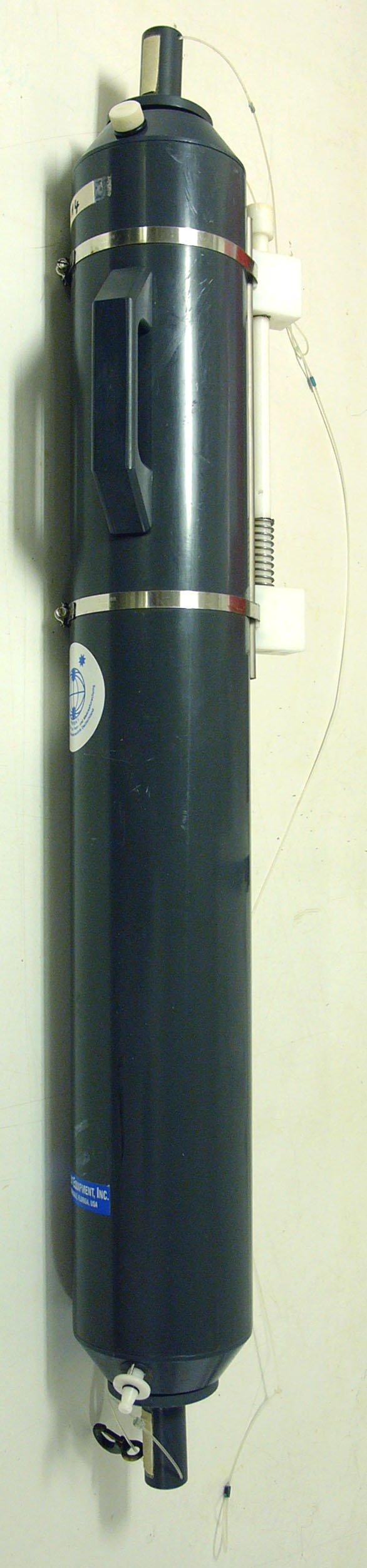
Батометр Нискина (Shale Niskin)

Среди современных батометров выделяют:
- Сериальные — имеющие боковой подвес, позволяющий легко укрепить их на тросе или снять с троса, вытравленного за борт и натянутого грузом нижних батометров.
- Малые — компактной конструкции. Первый малый батометр был предложен в 1935 году и изготовлен для дрейфующей станции «Северный полюс».
- Концевые — применяются, чтобы избавиться от подъёма и спуска излишней тяжести груза при спуске нескольких батометров. Проба воды из концевого батометра, в котором используется стеклянный или другой химически стойкий сосуд, более надёжна (является контрольной). Вес батометра Международной гидрографической лаборатории 12 кг, полная ёмкость 1700 см³, ёмкость внутреннего сосуда 450 см³.
- Донные — предназначены для получения проб воды из слоя, непосредственно прилегающего ко дну. Строятся как одиночные (по типу концевых) и закрываются автоматически от прикосновения ко дну (без посыльного груза). Первый донный батометр создан в 1870 году.
- Промерные — употребляются для добывания придонных проб воды во время глубоководного промера. Такой батометр лёгкий (около 3 кг) и закрывается автоматически при начале подъёма лотлиня (проволоки).
- Большого объёма — применяются, когда необходимо с одной глубины получить большое количество воды (для детального химического анализа, гидробиологических работ), имеют большой объём (как правило, 10 литров и более).
- Специального назначения —  батометры особой конструкции для выполнения специальных работ, например бактериологических, либо с тефлоновым покрытием для анализа проб на следовые количества металлов и т.д.

Батометры также можно классифицировать и по другим признакам. С учётом потребности во времени наполнения батометры могут быть быстрого (мгновенного) или длительного наполнения объёма. Батометр быстрого (мгновенного) наполнения имеет крышку, которая закрывается на заданной глубине в результате переворачивания батометра, происходящего под воздействием посылаемого по тросу груза. Одновременно установленным на батометре термометром регистрируется и температура воды. Сходное устройство имеет речной батометр Жуковского, но он опускается в водоём в горизонтальном положении. Батометры Нискина также могут быть смонтированы для погружения в горизонтальном положении.
В батометр длительного наполнения вода поступает со скоростью течения воды в исследуемой точке.

## История развития батометра
Попытки получить воду с глубины предпринимались давно. А. Норденшельд приводит рисунок батометра с лоции 1602 года, при помощи которого со дна Средиземного моря была получена пресная вода. Также он упоминает о приборе, с помощью которого в 1500 году получена вода в устье реки Ориноко. Это были батометры-бутылки, которые применяются и сейчас, но они пригодны только до глубин 50 метров, пока небольшая продолжительность подъёма позволяет сохранить взятую пробу от перемешивания с водой верхних горизонтов. Кроме того, на больших глубинах давление воды вдавливает пробку в бутылку.
Появление в XVIII веке термометров привело к разработке батометров цилиндрической формы с клапанами, которые открывались при спуске в воду и закрывались из-за сопротивления воды при подъёме с глубины. Первый такой батометр появился в 1749 году, но он пропускал воду и нагревался в верхних слоях, поэтому не подходил для измерения температуры глубинных вод. Во время кругосветного плавания в 1803 — 1806 годах И. Ф. Крузенштерн пользовался разработкой русского мастера О. И. Шишорина. Но клапаны прибора были ненадёжны и медный корпус нагревался. Первый настоящий надёжно закрывающийся и герметичный батометр создан для плавания на шлюпе «Предприятие» О. Е. Коцебу в 1823 году. Адмирал С. О. Макаров в плавании на «Витязе» в 1886 году создал свой батометр, который учитывал конструктивные недостатки других существовавших к тому времени приборов. Батометр Макарова имел высоту 61 см, диаметр 15 см и был обшит снаружи войлоком и парусиной.

## Особенности применения батометров
Чаще всего, для сокращения времени работы на глубоководных океанографических станциях, батометры (сериальные) опускаются сразу на несколько глубин на одном тросе.
Независимо от типа батометра, каждый батометр при спуске на глубину в открытом состоянии должен свободно, без задержки создающимися завихрениями, пропускать воду через цилиндр. Спусковое приспособление, закрывающее батометр, должно действовать надёжно, обеспечивая получение пробы точно с заданного горизонта. Внутренняя поверхность батометра не должна оказывать химического воздействия на пробу воды. Батометр должен закрываться герметично, все части батометра должны делаться из одного металла, чтобы избежать образования при соприкосновении с морской водой гальванической пары.
Большая часть цилиндров современных батометров изготавливается из пластика.